# Heilung
Heilung est un groupe de folk expérimental, composé de membres originaires du Danemark, de Norvège et d'Allemagne. Leur musique est basée sur des textes présents sur des artéfacts de l'âge du fer et de l'époque proto-germanique. Ils décrivent leur style musical comme une « histoire amplifiée venant du début du Haut Moyen Âge du Nord de l'Europe ».

## Histoire
Heilung est formé en 2014 par Kai Uwe Faust, tatoueur spécialisé dans les tatouages vieux-nordiques, ainsi que Christopher Juul et Maria Franz du trio Songleikr et du groupe de rock progressif / pop rock Euzen. En 2015, le groupe a sorti son premier album, Ofnir, en version auto-release.
Les premières représentations du groupe en 2017 ont lieu au Castlefest et au Midgardsblot Metalfestival. La performance du Castlefest est enregistrée et diffusée sous le titre Lifa sur YouTube, et est vue plus de 9.8 millions de fois, ainsi qu’en tant qu'album live. Leur performance chez Midgardsblot en 2017 figurait parmi les dix meilleures performances de 2017 par Metal Hammer. Plus tard dans l'année, le groupe signe un contrat avec le label Season of Mist. Le 20 avril 2018, les deux albums précédemment auto-publiés, Ofnir et Lifa, sont réédités sur vinyle et CD,.
En novembre 2024, Heilung annonce une tournée européenne pour 2025, avec un dernier spectacle le 17 août, après quoi ils prévoient de faire une pause.

## Style musical
Selon Faust, le nom du groupe Heilung, qui signifie « guérison » en allemand, reflète leur style musical: « L’auditeur est supposé être laissé à l’aise et dans un état de détente après un voyage musical magique qui peut par moments être turbulent ». Les enregistrements du groupe ne se limitent pas à la musique, ils contiennent également des poèmes.
Les références aux premiers âges de l'humanité sont également faites en utilisant des textes d'artefacts historiques ou de poèmes historiques. Ils ont, par exemple, utilisé la Pierre d'Eggja (en) dans les chansons Krigsgaldr et Hakkerskaldyr,. Les langues utilisées sont variées : dialectes du norvégien, allemand, anglais, gotique, latin et différentes langues de l’âge du fer.
Comme instruments, sont utilisés des objets qui étaient peut-être déjà disponibles pour les humains à l'âge de fer, tels que des tambours, des os ou des lances.
Selon une interview, les instruments qu'ils utilisent sont les suivants (4 août 2018) : tambours (dont un avec une peau de cheval peinte avec du sang humain, deux tambours en peau de cerf et un tambour en peau de chèvre) ; os (y compris un os d'avant-bras humain et des os de cerf) ;  un hochet en corne de buffle ; un hochet d'argile contenant des cendres humaines ; une cloche rituelle hindoue ; des antiquités provenant de temples ; une coupe en argent reconstituée de l'époque viking ; un Ravanhatta (un ancien instrument indien) ; et de nombreux autres hochets, sifflets et instruments à percussion.
La voix féminine de Franz est vibrante, tandis que le chant diphonique de Faust rappelle le tibétain ou mongol. Juul utilise un chuchotement chantant comme voix.
Comme autre moyen stylistique, les membres du groupe portent des costumes sophistiqués. Ceux-ci sont en partie basées sur les « traditions spirituelles des peuples arctiques eurasiens » ou sont des reproductions historiquement correctes des vêtements de l'âge viking. Le groupe n'a aucun lien avec un quelconque concept politique moderne ou religieux actuel.

## Membres

### Derniers membres
- Kai Uwe Faust - chant, percussions (2014–2025)
- Christopher Juul - chant, percussions (2014–2025)
- Maria Franz - chant, percussions vocals (2015–2025)

### Membres additionnels
- Jacob Lund (2017–2025)
- Nicolas Schipper (2021–2025)
- Annicke Shireen (2018–2025)
- Mira Ceti (2021–2025)
- Emilie Lorentzen (2018–2022)
- Juan Pino (2017–2018)
- Alex Opazo (2017–2022)
- Jonas Lorentzen (2017–2018)

## Distinctions
Heilung est nommé dans la catégorie du « meilleur groupe underground » pour le Metal Hammer Golden Gods Award en 2018.